# Marc Thompson
Marc Thompson (nascido em 27 de junho de 1953) é um ex-ciclista olímpico estadunidense. Representou sua nação nos Jogos Olímpicos de Verão de 1976.